# Sidodadi (Langsa Lama)
Sidodadi is een bestuurslaag in het regentschap Langsa van de provincie Atjeh, Indonesië. Sidodadi telt 3094 inwoners (volkstelling 2010).